# Хайнрих Казимир Шенк фон Лимпург-Зонтхайм
Хайнрих Казимир Шенк фон Лимпург-Зонтхайм (на немски: Heinrich Kasimir Erbschenk von Limpurg-Sontheim; * 26 септември 1640; † 13 октомври 1676) е наследствен имперски шенк и господар на Лимпург-Зонтхайм/Оберзонтхайм в Баден-Вюртемберг.

## Произход
Той е син на наследствения имперски шенк Лудвиг Казимир Шенк фон Лимпург (1611 – 1645) и съпругата му графиня Доротея Мария фон Хоенлое-Валденбург-Пфеделбах (1618 – 1695), дъщеря на граф Лудвиг Еберхард фон Хоенлое-Валденбург-Пфеделбах (1590 – 1650) и Доротея фон Ербах (1593 – 1643).

## Фамилия
Хайнрих Казимир Шенк се жени на 23 февруари 1668 г. за вилд- и Рейнграфиня Елеонора София Доротея фон Салм/Залм-Даун (* 1653; † 10 декември 1713), дъщеря на вилд- и Рейнграф Йохан Лудвиг фон Залм-Даун (1620 – 1673), граф на Залм, и втората му съпруга графиня Ева Доротея фон Хоенлое-Валденбург (1624 – 1678). Бракът е бездетен.